# مارک مولسلی
مارک مولسلی (انگلیسی: Mark Molesley؛ زادهٔ ۱۱ مارس ۱۹۸۱) بازیکن فوتبال اهل بریتانیا است.
از باشگاه‌هایی که در آن بازی کرده است می‌توان به باشگاه فوتبال ای‌اف‌سی بورنموث، باشگاه فوتبال استیونج، تیم سی فوتبال ملی انگلیس، باشگاه فوتبال اکستر سیتی، باشگاه فوتبال پلیموث آرگیل، باشگاه فوتبال گرایس اتلتیک، و باشگاه فوتبال آلدرشات تاون اشاره کرد.
وی همچنین در تیم ملی فوتبال تیم سی فوتبال ملی انگلیس بازی کرده است.